# María Daza (Schiedsrichterin)
María Victoria Daza Ortíz (* 5. September 1986) ist eine kolumbianische Fußballschiedsrichterin.
Seit 2014 steht sie auf der FIFA-Liste und leitet internationale Fußballpartien.
Bei der Copa Libertadores Femenina 2014, der Copa Libertadores Femenina 2016 und der Copa Libertadores Femenina 2021 leitete Daza jeweils zwei Gruppenspiele.
Bei der Copa América 2018 in Chile pfiff sie ein Spiel in der Gruppenphase. Bei der Copa América 2022 in Kolumbien leitete Daza drei Spiele, darunter das Spiel um Platz 3 zwischen Argentinien und Paraguay (3:1).
Zudem wurde sie bei der U-17-Weltmeisterschaft 2022 in Indien und bei der U-20-Weltmeisterschaft 2024 in Kolumbien als Schiedsrichterin eingesetzt.